# Veine temporale superficielle
La veine temporale superficielle est une veine drainant la partie latérale du cuir chevelu dans les zones frontales et pariétales, ses affluents forment une seule veine temporale superficielle devant l’oreille, juste au-dessus du zygoma. Cette veine descendante reçoit les veines temporale moyenne et faciale transverse et, entrant dans la glande parotide, s’unit avec la veine maxillaire profonde dans la partie inférieure du col de la mandibule pour former la veine rétro-mandibulaire.

## Trajet
Vertical, entre le tragus en arrière et l'articulation temporo-mandibulaire en arrière; elle chemine dans la glande parotide, médialement au nerf facial.

## Terminaison
Elle se termine dans la veine jugulaire externe en se réunissant à la veine maxillaire.

## Branches affluentes
- veine temporale moyenne ;
- veine transverse de la face ;
- veine de l'articulation temporo-mandibulaire ;
- veine auriculaire antérieure.